# Joseph Soosainathan
Joseph Soosainathan (ur. 14 maja 1964 w Bengaluru) – indyjski duchowny rzymskokatolicki, biskup pomocniczy Bangalore od 2024. 

## Życiorys

### Prezbiterat
Święcenia kapłańskie przyjął 15 maja 1990 i został inkardynowany do archidiecezji Bangalore. Pracował duszpastersko w parafiach na terenie Bengaluru, m.in. w parafii Matki Bożej Fatimskiej (2004–2010; 2017–2020), świętych Piotra i Pawła (2010–2017) oraz Najświętszego Serca Jezusowego (2020–2024).

### Episkopat
13 lipca 2024 roku papież Franciszek mianował go biskupem pomocniczym Bangalore ze stolicą tytularną Castra Galbae.  
24 sierpnia 2024 otrzymał święcenia biskupie, których mu udzielił arcybiskup Peter Machado.   